# B-47 (航空機)
B-47 ストラトジェット
飛行するB-47E-55-BW 51-2394号機
(第22爆撃航空団所属、1960年撮影)
- 用途：戦略爆撃機、偵察機
- 分類：爆撃機
- 製造者：ボーイング社
- 運用者： アメリカ空軍
- 初飛行：1947年12月17日
- 生産数：2,032機
- 運用開始：1951年6月
- 退役

  - 1963年（RB-47K）
  - 1967年12月29日（RB-47H）
  - 1969年（B-47E）
  - 1977年（RB-47E）
- 運用状況：退役
- ユニットコスト：190万米ドル（B-47E）[注 1]

B-47 ストラトジェット（Boeing B-47 Stratojet ）は、アメリカ合衆国のボーイング社が開発しアメリカ空軍で運用された大型戦略爆撃機。
愛称の「ストラトジェット (Stratojet)」は、「成層圏のジェット機」といった意である。

## 概要

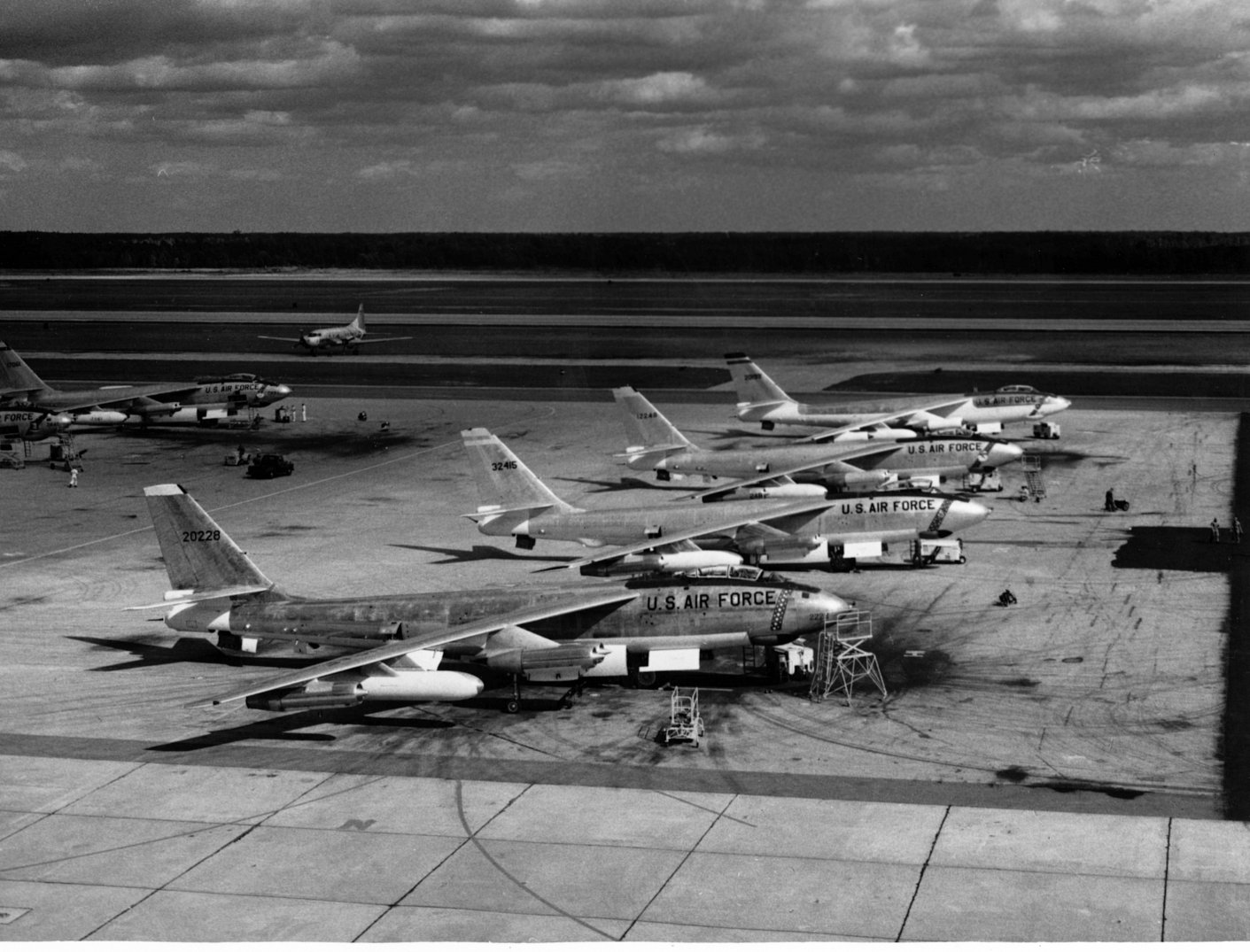
配備されたB-47E

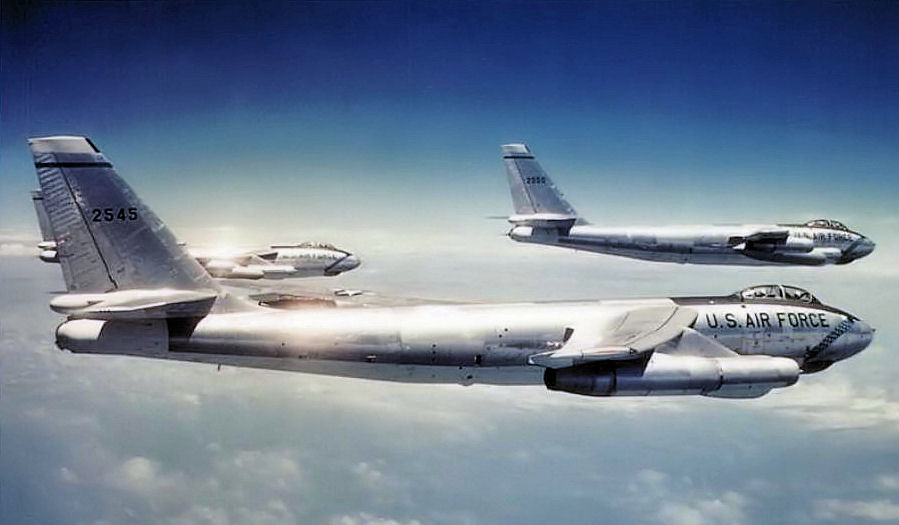
飛行中のB-47E

B-29 スーパーフォートレス、B-36 ピースメーカーの後継機として戦略航空軍団（SAC）が導入した戦略爆撃機。35度の後退角を持った主翼、安定性増強装置（SAS）など、当時最新の技術が盛り込まれた。そのスマートなフォルムは、それまでのものと比べると革新的であった。
開発は第二次世界大戦中の1944年から開始されている。開発当初は直線翼であったものの、1945年5月に連合国軍に敗北したドイツの航空機研究者から後退翼の情報が手に入ったことにより設計を変更した。早くも6月より後退角を持つ設計案、モデル450のモックアップ製作が開始された。さらに1946年5月に試作機XB-47が2機発注されている。初飛行は1947年12月17日に行われ、1948年より量産型B-47Aの部隊配備が開始されている。
後退翼の主翼にポッド式にジェットエンジンを搭載している。左右内側パイロンに各2基、外側パイロンに各1基であり、計6基のエンジンを持つ。主翼は高翼配置で、大重量の核爆弾搭載を考慮し胴体前後に主脚を持つ自転車式の降着装置で、左右内側エンジンナセルに補助輪を持ち、着陸時にはドラッグシュートも使用する。
乗員は機首に3人が縦列で乗り込み操縦や電子機器の操作を行うが、胴体は細く作られているため、通路こそあるもののその狭さは際立つ。内部は非常に狭くなり搭乗員は小柄な人が担当する形である。なお、ジェット動力であるため安全面から射出座席を装備していた。しかし、爆撃手の席だけは下向きに射出されるため、離着陸時の事故では確実に地面にたたきつけられてしまうようになっていた。
兵装搭載量から言って「戦略爆撃機」と呼ぶには能力不足の感があったものの、朝鮮戦争でB-29がジェット戦闘機のMiG-15を相手に苦戦した事や、冷戦の初期であり、航空機による核を含めた「爆撃」がなお主流であった事などからSACは配備を積極的に進め、同盟国や友好国への供与も行われなかった上に、朝鮮戦争にも投入されなかったにもかかわらず、当時としては異例の2,032機が生産された。また、B-47のエンジンをパワーアップして4発機とするB-56計画もあったが、1952年に中止された。
「レシプロからジェットへのつなぎ」的存在であったB-47は、より高性能のB-52 ストラトフォートレスやB-58 ハスラーの就役・配備が進むにつれて順次退役し、爆撃機としての実戦投入はないままにベトナム戦争初期の1965年に最終機が退役した。なお、偵察機型のRB-47はソビエト連邦などの東側諸国への偵察任務に使用された。
日本では1960年代、気象庁が独自の気象観測機として、アメリカ空軍が運用を終了する予定だった気象偵察型のWB-47を気象庁に引き継げないか検討していた。1964年春には防衛庁（現：防衛省）に協力要請を出し、機材の購入費は1機約12億円と見積もられたが、結局実現しなかった。

## 被撃墜記録
1955年4月17日にRB-47がカムチャツカ半島でソ連のMiG-15に撃墜された。
1960年7月1日にRB-47Hがバレンツ海でソ連のMiG-19に撃墜された。
1963年にもRB-47がソ連のMiG-19に撃墜された。
1965年4月28日にERB-47Hが日本海で北朝鮮のMiG-17に攻撃を受け、撃破されたが、横田基地にかろうじて帰投している。

## 諸元
- 乗員：3名（機長、副操縦士、航法/爆撃手）
- 全長：32.9m
- 全幅：35.4m
- 最大離陸重量：56,700kg
- エンジン：GE製J35×6（後にJ47）
- 推力：16.7kN×6
- 最大速度：945km/h
- 航続距離：6,437km

B-47A 三面図

- ペイロード（兵装搭載量）：標準：4,540kg、最大：9,980kg
- 固定武装：尾部固定銃座
  - AN-M2 12.7mm重機関銃 x2 ※B-47A/B/C/D
  - M24A1 20mm機関砲 x2 ※B-47E

## 各型
XB-47

試作型。この型のみシアトルのボーイング社本社工場で製造されたが、B-47A以後ボーイング製の機体は、政府所有でボーイング社管理下のウィチタ工場で製造された。2機製造。
B-47A

初期生産型。実験的に採用された。アスペクト比の大きな細長い翼によって、高速飛行時にエルロン・リバーサルが引き起こされた。10機製造。
B-47B
空中給油装置の装着のために機首の風防を無くし、レーダーを換装した型。他にも落下式増槽を装備できるようにし、88機目からはエンジンが換装された。1951年4月26日初飛行。ダグラス製10機とロッキード製8機を合わせ計399機製造。
B-47B-II
ハイヌーン計画(Program High Noon)によってB型をE型相当へ改良したのちの、改造を施された機体の俗称。
YRB-47B
昼間偵察機型。RB-47Eが配備されるまでのつなぎとして運用され、RB-47Eが配備されると爆撃任務に戻された。B-47Bから91機改造。
TB-47B
練習機型。当時任務から退いていた87機のB-47Bのうち66機を改造。
MB-47B
無人偵察機型。水爆搭載可能になる予定だった。製造前の1953年4月1日に計画は破棄された。
YDB-47B

試験機型。GAM-63ラスカルミサイルを搭載するためにB-47Bより1機が改造された。DB-47Bとして74機が改造されたが、政治的な問題によりラスカルミサイル計画が頓挫し1機の運用に終わった。
WB-47B

気象偵察機型。B-47で唯一、戦略航空軍団(SAC)で運用されず軍事航空輸送部(MATS)で運用された機体。のちに軍事空輸軍団(MAC)内の第557気象航空団へ移管されて1960年代半ばまで運用された。B-47Bより1機改造。
KB-47B
給油針給油口システム(probe-and-drogue system)の試験機型。B-47Bより2機改造。
CL-52
エンジン試験機型。カナダ空軍に提供されたB-47Bに、カナデア社がイロコイエンジンを尾部右側に搭載して試験が行われた。のちに戻されて米空軍に返還された。
YB-47C
エンジンを換装し6発にした型。B-47Bから1機改造の予定だった。のちにB-56へと発展する予定であったがエンジン開発の遅れやそのエンジンをB-52に優先的に搭載することになったため、計画のみで製造されなかった。
XB-47D

エンジンのうち4基をターボプロップ2基に換装。エンジンは換装されたものの性能に大きな変化が無かったため採用されず。1955年8月26日初飛行。B-47Bより2機改造。
B-47E

性能向上型。エンジンが換装され、機首のガラス部も両側の1つずつの窓に変更された。また、B-47B以来装備されていた射出座席を廃した。細かな変更によってI〜IVまでの俗称がある。1953年1月30日初飛行。ダグラス製264機とロッキード製386機を合わせ計1,341機製造。
YDB-47E

試験機型。GAM-63ラスカルミサイルを搭載するためにB-47Eより2機が改造された。
DB-47E
GAM-63ラスカルミサイルを運用するために改造された型。のちに無人機制御機として運用された。B-47Eより2機改造。
ティー・タウンB-47E
妨害器装着型。AN/ALT-6B妨害器を装備しているが、"ティー・タウン・ポッズ"と呼ばれるフォーブス空軍基地で改造されたため、AN/ALT-6Bの入っているポッドと掛けてティー・タウンB-47E(TEE TOWN B-47)と呼ばれた。
EB-47E

電子妨害機型。艦隊電子戦支援部隊(FEWSG)でも運用された。ティー・タウンB-47Eより改造された機体と、B-47Eより2機改造された機体がある。
EB-47E(TT)
特殊妨害機型。「テル・トゥー (Tell Two)」と呼ばれる通信機器 (Telemetry Intelligence)を搭載し、ソ連のミサイルの試験と宇宙へ発射する際の無線信号を傍受していた。また、適切な装備と2人のECMオペレーターを入れた「クロー・カプセル (Crow Capsule)」と呼ばれるものを爆弾倉部分に搭載した。操縦席の両側直下には、ソ連上空とミサイル発射からの遠隔測定信号を傍受するため特殊な形状のアンテナを搭載していた。これは基地の人員からかなり注目され、乗組員はアンテナが「戦闘機への変換（return to fighter、RTF）の象徴の一つだ」などと想像力豊かな物語を作り上げた。3機すべてがトルコ近郊で運用されていた。後継機はRC-135Sリベットボール / コブラボール。B-47Eより3機改造。
ETB-47E
練習機型。搭乗する教官のため4席目が設けられた。TB-47Bの後継機として1960年代初頭に運用された。B-47Eより数機改造。
JB-47E

試験機型。爆撃以外の専門の試験業務に割り当てられ、JB-47Eと包括的な名称を与えられた。うち1機はフライ・バイ・ワイヤ試験機とされた。1960年代後半に運用された。B-47Eより数機改造。
JTB-47E
実験機型。ECMシステムの試験機であるとされるが、秘匿されていたため詳細は不明。1960年代初頭に運用された。B-47Eより2機改造。
JRB-47E
実験機型。JTB-47E同様にECMシステムの試験機であるとされるが、秘匿されていたため詳細は不明。1960年代初頭に運用された。B-47Eより1機改造。
NB-47E
海軍における実験支援機型。S-3艦上哨戒機に搭載予定ののGE TF34-2ターボファンエンジンのテストを支援するために米海軍に供与された機体がNB-47Eと命名された。1969年から1975年まで試験飛行を行った。空軍より1機供与。
RB-47E

偵察機型。ソ連上空へ到達可能な飛行場のほぼ全てにおいて運用され、しばしばソ連上空を偵察していた。この型は機首がB-47Eより0.86m伸ばされていたが、これは最大11台のカメラを収納する部分であった。240機製造。
QB-47E
無人標的機型。RB-47Eより14機改造。
WB-47E

気象偵察機型。尾部銃座含め武装は取り去られ、機種にカメラ、爆弾倉に気象観測器が設置された。前任機はWB-50スーパーフォートレス。ロッキードによってB-47Eより34機改造。
RB-47H

電子偵察機型。電子戦要員が3人搭乗可能。32機製造。
ERB-47H
電子偵察機型。電子戦要員が2人搭乗可能。3機製造。
YB-47J
B-52のMA-2 BNS試験支援機型。B-47Eより1機改造。
RB-47K

偵察機型。B-47Eをもとにして15機製造。
EB-47L
通信中継機型。B-47Eより36機改造。

## 現存する機体
| 型名                                     | 番号                      | 機体写真 | 所在地                    | 所有者                               | 公開状況 | 状態     | 備考 |  |
| ---------------------------------------- | ------------------------- | -------- | ------------------------- | ------------------------------------ | -------- | -------- | ---- |  |
| XB-47-BW                                 | 46-0066 15973             |          | アメリカ カリフォルニア州 | 空軍飛行試験博物館                   | 公開     | 修復中   |      |  |
| B-47B-20-BW TB-47B JTB-47B NTB-47B       | 50-0062 450077            |          | アメリカ ジョージア州     | 国立強力第八空軍博物館               | 公開     | 静態展示 |      |  |
| B-47B-25-BW EB-47B JB-47B TB-47B JTB-47B | 51-2075 450128            |          | アメリカ カリフォルニア州 | 空軍試験センター                     | 公開     | 静態展示 |      |  |
| B-47B-30-BW                              | 51-2120 450173            | 写真     | アメリカ ミズーリ州       | ホワイトマン空軍基地                 | 公開     | 静態展示 |      |  |
| B-47B-50-BW                              | 51-2315 (52-0201?) 450368 |          | アメリカ インディアナ州   | グリソム航空博物館                   | 公開     | 静態展示 |      |  |
| B-47E-55-BW WB-47E                       | 51-2360 450413            |          | アメリカ ユタ州           | ヒル航空宇宙博物館                   | 公開     | 静態展示 |      |  |
| B-47E-55-BW WB-47E                       | 51-2387 450440            |          | アメリカ カンザス州       | カンザス航空博物館                   | 公開     | 静態展示 |      |  |
| B-47E-75-BW WB-47E                       | 51-7066 450609            |          | アメリカ ワシントン州     | ミュージアム・オブ・フライト         | 公開     | 静態展示 |      |  |
| B-47E-75-BW                              | 51-7071 (51-7052?) 450595 | 写真     | アメリカ オクラホマ州     | ハイタワー・パーク (Hightower Park)  | 公開     | 静態展示 |      |  |
| B-47E-25-DT                              | 52-0166 44020             |          | アメリカ カリフォルニア州 | キャッスル航空博物館                 | 公開     | 静態展示 |      |  |
| B-47E-80-BW                              | 52-0412 450697            |          | アメリカ テキサス州       | ダイエス・リニア航空公園             | 公開     | 静態展示 |      |  |
| B-47E-105-BW                             | 52-0595 450880            | 写真     | アメリカ アーカンソー州   | リトルロック空軍基地遺産公園         | 公開     | 静態展示 |      |  |
| B-47E-35-DT EB-47E                       | 52-1412 44096             |          | アメリカ ネブラスカ州     | 戦略空軍管制・航空宇宙博物館         | 公開     | 修復中   |      |  |
| B-47E-45-DT NB-47E                       | 53-2104 532104 44450      |          | アメリカ コロラド州       | プエブロ・ワイズブラッド航空機博物館 | 公開     | 静態展示 |      |  |
| B-47E-55-DT EB-47E                       | 53-2135 44481             |          | アメリカ アリゾナ州       | ピマ航空宇宙博物館                   | 公開     | 静態展示 |      |  |
| B-47E-110-BW                             | 53-2275 4501088           |          | アメリカ カリフォルニア州 | マーチフィールド航空博物館           | 公開     | 静態展示 |      |  |
| B-47E-110-BW                             | 53-2276 4501089           |          | アメリカ ルイジアナ州     | バークスデール国際勢力博物館         | 公開     | 静態展示 |      |  |
| B-47E-110-BW                             | 53-2280 4501093           | 写真     | アメリカ ニューメキシコ州 | 国立核科学歴史博物館                 | 公開     | 静態展示 |      |  |
| B-47E-125-BW                             | 53-2385 4501198           |          | アメリカ ニューヨーク州   | プラッツバーグ国際空港               | 公開     | 静態展示 |      |  |
| B-47E-130-BW                             | 53-4213 4501237           | 写真     | アメリカ カンザス州       | マコネル空軍基地                     | 公開     | 静態展示 |      |  |
| RB-47E-45-BW JRB-47E NRB-47E             | 53-4257 4501281           |          | アメリカ オクラホマ州     | チャールズ・B・ホール航空公園        | 公開     | 静態展示 |      |  |
| RB-47H-1-BW                              | 53-4296 4501320           |          | アメリカ フロリダ州       | 空軍武装博物館                       | 公開     | 静態展示 |      |  |
| RB-47H-1-BW                              | 53-4299 4501323           |          | アメリカ オハイオ州       | 国立アメリカ空軍博物館               | 公開     | 静態展示 |      |  |

## 登場作品

### 映画
『戦略空軍命令』
E型が登場。後半にて、主人公がB-36から機種転換を行って操縦し、アメリカ本土から日本の横田基地までの無着陸飛行を行う。
撮影には、アメリカ空軍の全面協力で実物が使用されており、RATOによる短距離離陸やKC-97との空中給油シーンなどが映されている。

### 漫画
『サブマリン707』
コールサイン「ネイビィ・クイン号」とする機体が登場。架空の空母「アポロ・ノーム」に戦略爆撃機として初めて発着艦する。

### ゲーム
『紺碧の艦隊』
ゲーム版である『紺碧の艦隊2 ADVANCE』にアメリカの爆撃機として登場。